# Katrina Carlson
Katrina Carlson (* vor 1975 in Paradise Valley, Arizona) ist eine US-amerikanische Singer-Songwriterin und Schauspielerin.

## Leben
Carlson wuchs als jüngstes von elf Geschwistern in Paradise Valley, Arizona auf. Sie studierte von 1984 bis 1988 an der Brown University und schloss mit einem Bachelor of Arts in International Relations, Foreign Policy and Diplomacy ab. Danach ging sie nach New York City, wo sie die Manhattan School of Music und das Brooklyn College opera program besuchte.
Im Jahr 1999 gründete Carlson ihr eigenes Musiklabel Kataphonic Records. Zwei Jahre später veröffentlichte sie ihr Debütalbum Apples For Eve, aus dem einige Songs für die Fernsehserien Lost und Passions sowie für den Dokumentarfilm Go Tigers! verwendet wurden. Ihr zweites Album Untucked kam 2003 auf den Markt und bekam bei den 13th Annual Los Angeles Music Awards die Auszeichnung Independent Pop Album of the Year. Die aus dem Album ausgekoppelte Single Dive wurde ebenfalls gewürdigt und als Independent Single of The Year ausgezeichnet. Die beiden Songs Getaway Car und Go-To Girl kamen in jeweils einer Folge der Jugend-Dramaserie South of Nowhere zum Einsatz. 2007 veröffentlichte sie ihr drittes Album Here And Now, aus dem auch ihr Song Feel For Me in zwei Folgen derselben Serie zu hören war.
Als Schauspielerin spielte sie 1993 in der Folge Die Belagerung der Science-Fiction-Serie Star Trek: Deep Space Nine eine bajoranische Offizierin und 1999 die Cheryl in der romantischen Komödie Special Delivery ihres Ehemanns Kenneth A. Carlson, zu deren Soundtrack sie zwei Songs beisteuerte.

## Diskografie
- 2001: Apples For Eve
- 2003: Untucked
- 2007: Here And Now
- 2011: One Night Standards

## Filmografie
- 1993: Star Trek: Deep Space Nine (Fernsehserie, Folge 2x03: Die Belagerung)
- 1999: Special Delivery